# Ema Pukšec

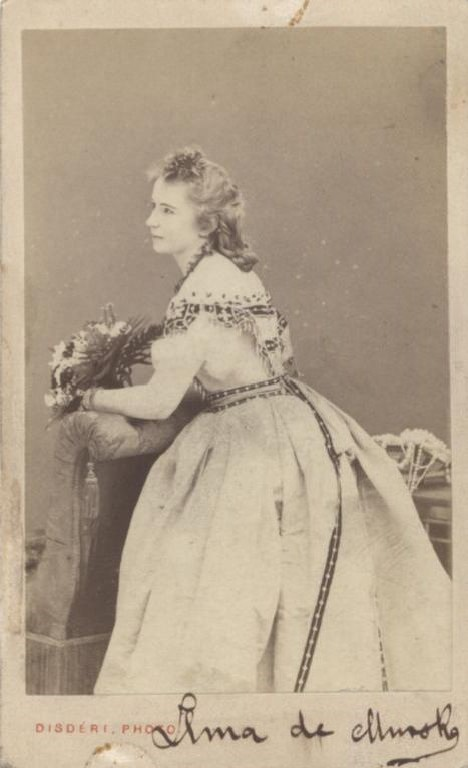
Ilma de Murska, 1889 o prima

Ema Pukšec, anche nota come Ilma de Murska o Ilma di Murska (Ogulin, 6 febbraio 1834 – Monaco di Baviera, 14 gennaio 1889), è stata un soprano croato.

## Biografia

### Primi anni e formazione
Ema Pukšec nacque a Ogulin (l'attuale Repubblica di Croazia). Sua madre era Krescencia Brodarotti de Trauenfeld, mentre suo padre, Josip Pukšec, era un ufficiale militare molto stimato, di stanza nella regione intorno alla città di Slunj. Per il suo servizio nella protezione dei fianchi orientali dell'Europa occidentale all'interno della Frontiera militare austriaca, suo padre ottenne la nobiltà e aggiunse l'estensione Murski al suo nome. La variante femminile (de Murska) fu in seguito usata da Ema come suo stesso cognome.
Iniziò a suonare il piano all'età di cinque anni. Dopo che la sua famiglia si fu trasferita a Zagabria nel 1850, iniziò a cantare, sperando in una futura carriera lirica. Sposò un soldato di nome Josip Eder nel 1851, dal quale ebbe due figli (Alfons e Hermina). Si trasferirono prima a Graz nel 1857, poi a Vienna nel 1860, per consentire a Ema di studiare canto nel conservatorio della città. Studiò anche per un certo periodo a Parigi. La sua carriera professionale iniziò nel 1862 e durò circa 20 anni.

### Carriera
Ilma de Murska era un soprano di coloratura con un'estensione di tre ottave. La sua carriera come Ilma de Murska iniziò nel 1862 a Firenze, in Italia come Lady Harriet nella Martha di Friedrich von Flotow. Alcune fonti sostengono che abbia debuttato come Marguerite de Valois in Les Huguenots. La sua tournée in Europa è fu seguito da esibizioni a Budapest, in Spagna e in Italia. Dopo una serie di 42 spettacoli di successo, andò a Vienna come artista ospite e cantò il 16 agosto 1864 nel Trovatore di Verdi. Il suo periodo a Vienna si chiuse il 10 agosto 1873 in uno spettacolo d'addio, nel quale interpretò Ofelia nella primissima esibizione dell'Hamlet di Ambroise Thomas alla Vienna Court Opera. I suoi ruoli più noti comprendono la "Regina della Notte" ne Il flauto magico di Mozart e Lucia di Lammermoor. Cantò anche i ruoli di Dinorah e Isabella in Roberto il diavolo.

#### Londra
Ilma de Murska apparì a Londra dal 1865 fino al 1873, generalmente in associazione alla compagnia di James Henry Mapleson. Debuttò a Londra nel ruolo di Lucia di Lammermoor all'His Majesty's Theatre. La sua apparizione come Regina della Notte nel 1865 fu un grande successo. George Bernard Shaw osservò che, nella famosa aria di bravura di questo ruolo, cantò "rintoccando con acuti molto delicati e una precisione inimitabile dello staccato". Nel 1866 cantò la Dinorah di Meyerbeer. Quell'autunno interpretò Ofelia in Hamlet di Ambroise Thomas, con Charles Santley e Karl Formes, a Londra e in tournée.
Nel 1871 fu Isabella per il debutto inglese di Ernesto Nicolini, in Roberto il diavolo. Partecipò anche alle tournée di Mapleson a Dublino tra il 1872 e il 1876.
Dopo aver lasciato Vienna nel 1873, la de Murska si esibì ad Amburgo, Berlino e Parigi. Nel 1873-74 visitò gli Stati Uniti. Fece anche tournée in Russia, Australia e Nuova Zelanda e per un periodo insegnò al conservatorio di musica di New York. La de Murska era nota per la sua ipersensibilità, specialmente data la sua età e per il grande serraglio di animali che la accompagnava ovunque. Il più importante di questi era un immenso cane Terranova nero chiamato Pluto, che era addestrato a mangiare il pollo dal piatto apparecchiato per lui come un posto al tavolo da pranzo con la sua padrona, senza far gocciolare nulla sulla tovaglia. Pluto di solito viaggiava in una carrozza di prima classe. I suoi più continui compagni di viaggio erano due pappagalli, un gatto d'angora e una scimmia. La scimmia e il gatto si tormentavano a vicenda e si artigliavano a vicenda la pelliccia e i pappagalli venivano liberati negli alberghi in cui si trovava la diva, distruggendo spesso gli arredi. La de Murska accettava sempre di buon grado le spese conseguenti.

### Morte
Ema Pukšec (alias Ilma de Murska) morì a Monaco il 14 gennaio 1889, all'età di 54 anni.

## Valutazioni
I critici musicali, i mecenati aristocratici ed i normali ascoltatori la chiamavano "L'usignolo croato" a seguito delle sue applauditissime apparizioni a Vienna e Londra.